# Halozetes otagoensis
Halozetes otagoensis is een mijtensoort uit de familie van de Ameronothridae. De wetenschappelijke naam van de soort is voor het eerst geldig gepubliceerd in 1966 door Hammer.